# Paul-Armand Bayard de la Vingtrie

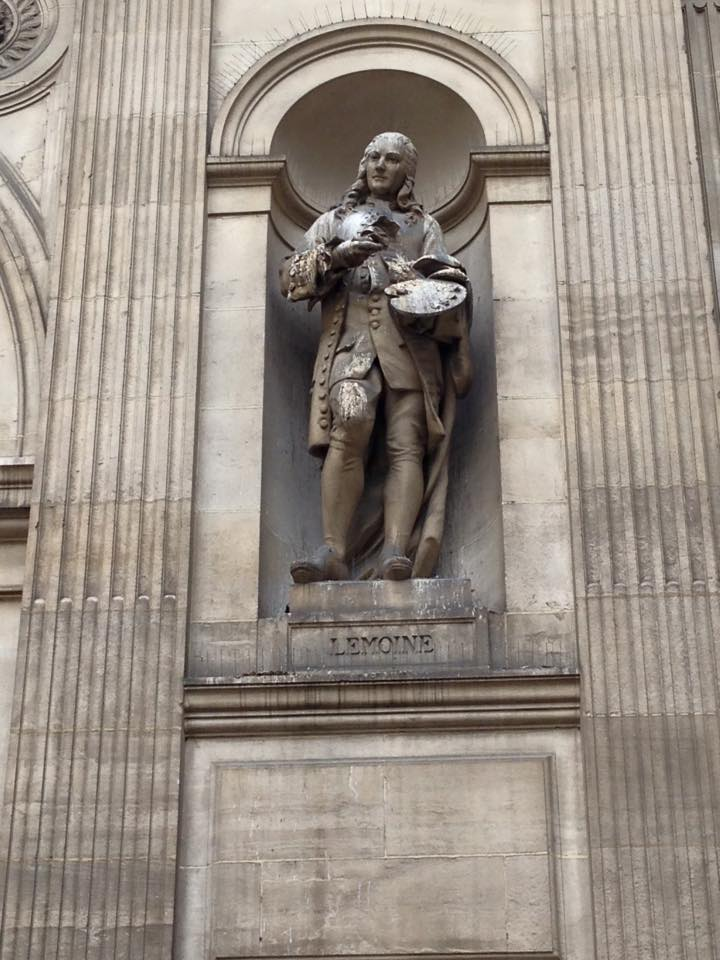
Bayard de La Vingtrie, François Lemoyne, statua in pietra - 1882

Paul-Armand Bayard de la Vingtrie (Parigi, 30 maggio 1846 – Parigi, maggio 1900) è stato uno scultore francese.

## Biografia
Paul-Armand Bayard  è figlio di Armand Joseph Bayard de la Vingtrie e della moglie Marie-Anne Pointurier. Il padre, che aveva lavorato come ingegnere in Italia costruendo una linea ferroviaria tra Napoli e Castellammare di Stabia, muore senza lasciare eredità. Paul-Armand Bayard, determinato a intraprendere la carriera di scultore, studia alla Scuola superiore di Belle Arti di Parigi prima come allievo di Francisque Duret e Jacques-Léonard Maillet e poi di Eugène Guillaume e Jules Cavelier. 
Durante l'assedio di Parigi, comanda una truppa di franchi tiratori e viene decorato per meriti di guerra nella battaglia di Buzenval. 
Nel 1869 dopo aver gareggiato senza successo per il Prix de Rome, debutta al Salon del 1876 e vince una medaglia di prima classe con il modello Charmeur de serpent, il cui bronzo orna il Parc Monceau di Parigi. La stessa statua gli vale anche una terza medaglia all'Esposizione Universale del 1878. 
Gli vengono commissionate opere dallo Stato e dalla Città di Parigi. 
Nel 1892, dopo aver abbandonato il Salon des artistes français, diviene socio della Société nationale des beaux-arts e educatore all'École Polytechnique. Da quel momento smette di esporre.
Muore a Parigi a inizio gennaio 1900.

## Opere
Le informazioni riguardanti le opere di Paul-Armand Bayard de la Vingtrie sono ricavate da  Dictionnaire des sculpteurs de l'École française, Parigi, É. Champion.
- Charmeur de serpent, statua in bronzo, esposta al Salon del 1877 et all'Exposition universelle de 1878, Parigi, parc Monceau. Il modello in gesso è stato esposto al Salon del 1876 ed è stato pagato 1800 franchi dalla città;
- M.Brandon, prefetto del dipartimento della Loire-Inférieure, busto in bronzo, Salon del 1878;
- Bellone, statua, Parigi, Palais du Trocadéro;
- Au bain, statua in gesso, Salon del 1881. Questa statua fu acquistata per 3000 franchi dallo Stato il 5 luglio 1881;
- François Lemoyne, pittore, 1882, statua in pietra, Hôtel de ville di Parigi;
- Tombeau de Fournier, marmo, Nantes, Basilica di San Nicola di Nantes. Esposta al Salon de 1883;
- Mademoiselle C…, busto in marmo, Salon del 1884;
- La Camargo, busto in marmo, Salon del 1884. Commissionato dallo Stato;
- Hoche, busto in marmo, Salon del 1887. Il modello in gesso è stato esposto al Salon del 1886;
- Paysanne, Salon del 1888;
- de Sacy, busto in marmo, commissionato dallo Stato, Salon del 1890;
- Pandore, statua in marmo, Parigi, entrata del Palazzo Galliera. Il modello in gesso è stato esposto al Salon de la Société nationale des beaux-arts del 1892. La Città a pagato all'artista 3000 franchi per il modello e 6000 franchi per il marmo;
- Antoine Coysevox, statua in pietra, Lione. Questa statua, di proprietà dello stato, è stata esposta al Salon de la Société nationale des beaux-arts del 1893;
- Combat d'antilopes, bassorilievo in marmo, Parigi, Museo nazionale di storia naturale di Francia, Parigi.